# Электрический предохранитель

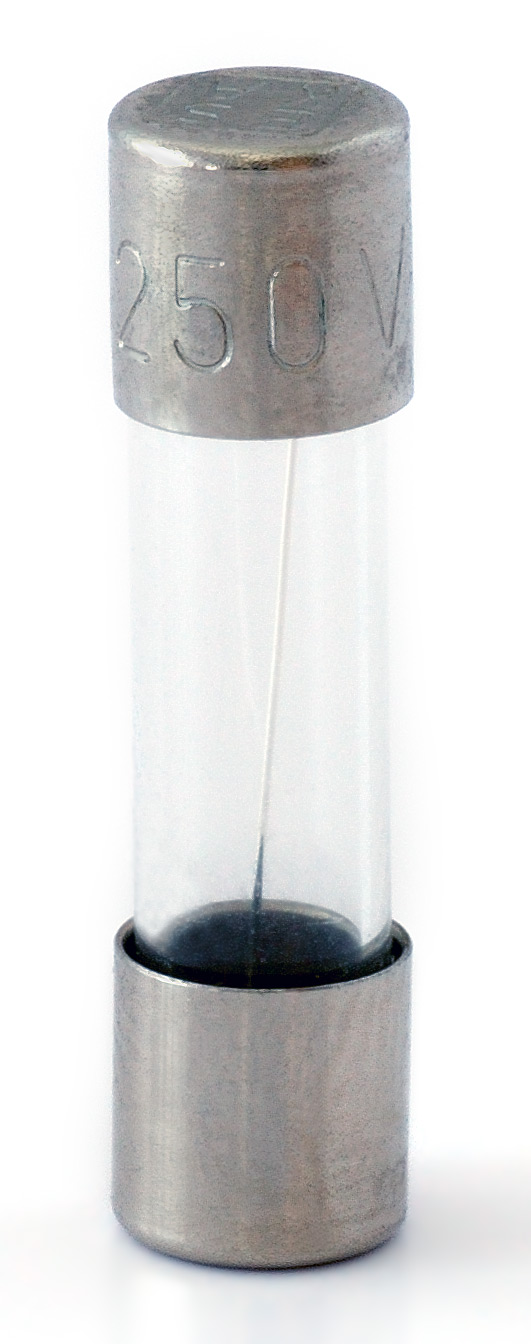
Плавкий предохранитель для маломощных электрических приборов

Предохранитель — коммутационный электрический аппарат, предназначенный для отключения защищаемой цепи размыканием или разрушением специально предусмотренных для этого токоведущих частей под действием тока, превышающего определённое значение.
Предохранитель включается последовательно с потребителем электрического тока и разрывает цепь тока при превышении им номинального тока, — тока, на который рассчитан предохранитель.
По принципу действия при разрыве тока в защищаемой цепи предохранители разделяются на четыре класса — плавкие, электромеханические, электронные и использующие нелинейные обратимые свойства по изменению сопротивления после превышения определённого порога силы тока у некоторых проводящих полупроводниковых материалов (самовосстанавливающиеся предохранители).
В плавких предохранителях при превышении тока свыше номинального происходит разрушение токопроводящего элемента предохранителя (расплавление, испарение), традиционно этот процесс называют «перегоранием» или «сгоранием» предохранителя.
Автоматический выключатель защиты сети снабжён датчиками протекающего тока (электромагнитными и/или тепловыми), при превышении тока сверх номинального, разрывают цепь размыканием контактов, обычно, движение контактов на размыкание производится посредством предварительно взведённой пружины.
В электронных предохранителях защищаемую цепь разрывают бесконтактные ключи.
В самовосстанавливающихся предохранителях, при превышении тока, на несколько порядков увеличивается удельное электрическое сопротивление полупроводникового материала токопроводящего элемента предохранителя, что снижает ток цепи, после снятия тока и их охлаждения восстанавливают своё обычное сопротивление.
Под термином электрический предохранитель или, обычно, предохранитель, подразумевается наиболее часто используемый и дешёвый плавкий предохранитель. Его появлению человечество обязано Луи Франсуа Клеману Бреге, который в 1847 году заметил, что небольшие тонкие провода можно использовать для защиты телеграфных установок от молнии, тем самым создав прототип нынешних электрических предохранителей, которые используются практически повсеместно.
Предохранители повсеместно используются для защиты любого электрооборудования, например, для исключения перегрева проводов бытовой электрической сети в случае коротких замыканий.
Отсутствие предохранителей или неграмотное их применение может привести к пожару.
Предохранители на принципиальных электрических схемах обозначаются аббревиатурой «FU» (международное обозначение, от англ. to fuse — плавить) или «Пр» (графическое изображение в советских и российских стандартах по ЕСКД совпадает с IEEE/ANSI, второй вариант на рисунке). В компьютерном тексте используется символ ⏛ (номер в Юникоде U+23DB, HTML-код &#9179;)

## Плавкие предохранители

### Принципы работы плавкого предохранителя

Экспериментальные время-токовые характеристики плавких предохранителей трёх разных номиналов тока

В плавких предохранителях в качестве разрушаемого экстратоками токопроводящего элемента применяются чистые металлы (медь, цинк, свинец, железо и др.) и некоторые сплавы — (ковар, сталь и др.).
Все чистые металлы и практически все металлические сплавы имеют положительный температурный коэффициент электрического сопротивления, то есть при повышении температуры сопротивление плавкого элемента увеличивается. Именно положительный температурный коэффициент сопротивления обуславливает защитные свойства плавкого предохранителя. При токах ниже защитного номинального тока тепло, выделяемое в плавком элементе, стационарно рассеивается в окружающую среду. При этом температура плавкого элемента устанавливается немного выше температуры среды. При токах свыше номинального тока в плавком элементе развивается тепловая неустойчивость — повышение температуры ведёт к увеличению активного сопротивления плавкого элемента, что вызывает ещё больший разогрев его, так как мощность на ветви в последовательной электрической цепи есть {\displaystyle I^{2}\cdot R.} Повышение сопротивления ведёт к увеличению тепловыделения, тепловыделение повышает температуру, увеличивает сопротивление и тем самым выделяющуюся мощность, что снова увеличивает температуру. При этом процесс развивается лавинообразно — температура плавкого элемента начинает превышать температуру его плавления, что вызывает механическое разрушение плавкого элемента предохранителя и разрыв электрической цепи.
Также важным электрическим параметром плавкого предохранителя, помимо номинального тока, является так называемый параметр защиты, определяемый по время-токовой характеристике.
Экспериментально установлено, что область токов, вызывающих «сгорание» плавкого предохранителя лежит выше линии на графике в декартовых координатах ток — время срабатывания (сгорания, разрыва цепи), уравнение этой линии приближённо удовлетворяет условию
{\displaystyle I^{2}\cdot t=k,}
где
{\displaystyle I} — ток,
{\displaystyle t} — время сгорания,
{\displaystyle k} — параметр размерности А2·с, в широком диапазоне изменения токов постоянен.
Таким образом, чем больше ток, тем меньше время «сгорания» плавкого предохранителя. Параметр {\displaystyle k} часто называют «защитным фактором» или «параметром защиты». Приведённое уравнение не выполняется при очень больших токах, так как разлёт и деионизация плазмы в электрической дуге испарившегося защитного плавкого элемента занимает конечное время. Также при малых токах, ниже номинального защитного тока, время «сгорания» бесконечно.
В профессиональных спецификациях на предохранители параметр {\displaystyle k} обычно явно указывается.

### Конструкции плавких предохранителей и их держатели
Основными элементами предохранителя являются: плавкая вставка (плавкий элемент), корпус, в который устанавливается плавкая вставка и которая может заменяться при перегорании (у предохранителей на малые токи плавкая вставка не сменная, конструкция является одноразовой, и при срабатывании производится замена целиком предохранителя в держателе), контактная часть, дугогасительное устройство и дугогасительная среда.
Плавкая вставка внутри патрона помещается в специальную дугогасящую среду (например, кварцевый песок), которая при сгорании плавкой вставки интенсивно охлаждает и деионизирует электрическую дугу, не давая выйти плазме наружу через корпус. У некоторых типов предохранителей корпус изготавливается из газогенерирующего материала (например, фибры), под тепловым действием дуги происходит интенсивное газовыделение, образующиеся газы способствуют гашению дуги внутри корпуса.
В предохранителях на малые токи плавкие вставки могут иногда помещаться в среду инертных газов в герметичном корпусе (для исключения окисления плавкой вставки со временем: находящаяся под током плавкая вставка нагревается, и интенсивнее происходит процесс окисления).
Предохранители для защиты полупроводниковых приборов (быстродействующие) имеют дополнительные элементы конструкции для ускорения срабатывания: при этом разрыв электрической цепи внутри предохранителя производится электродинамическими силами и натянутыми пружинами. Ускорение срабатывания предохранителя производится также с использованием металлургического эффекта.
Различается номинальный ток плавкой вставки и номинальный ток патрона (для одного патрона выпускаются несколько номиналов вставок одинакового габарита и на разный ток).

### Разновидности предохранителей

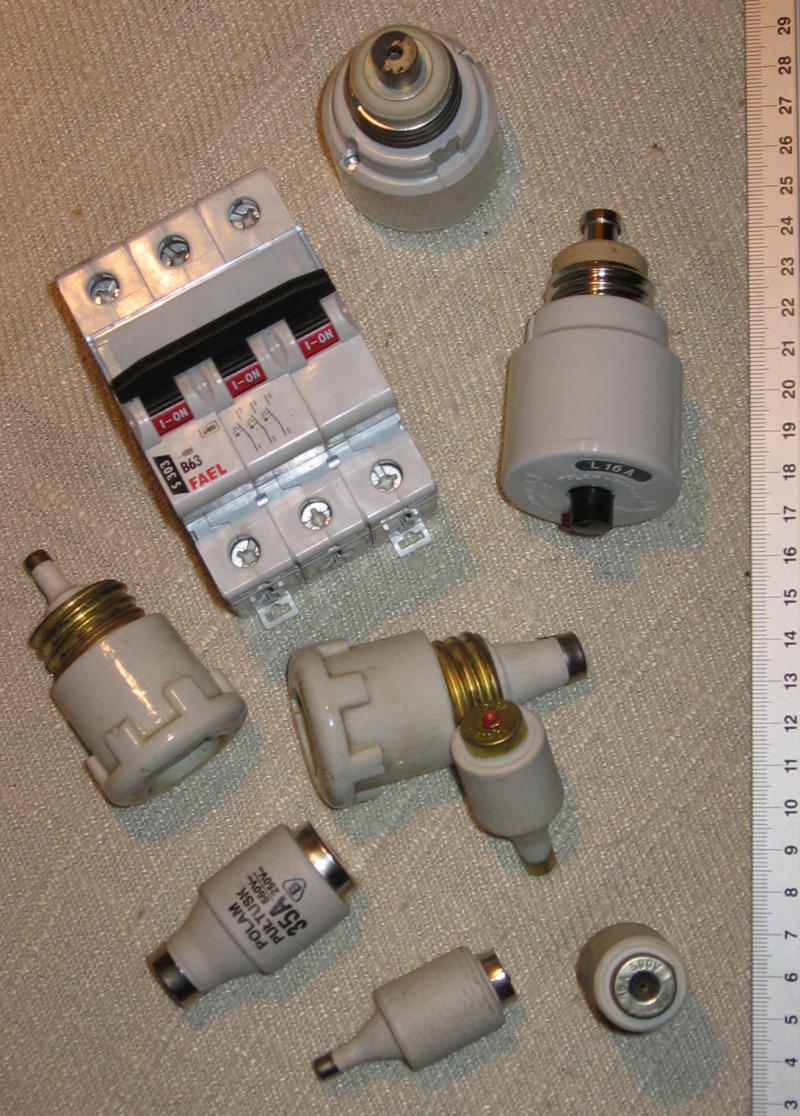
Различные бытовые предохранители в керамическом корпусе

Разрушающийся защитный элемент плавкого предохранителя или некоторую сменную конструкцию с этим элементом обычно называют вставкой. Сменная вставка заменяется на новую после её сгорания.
Для защиты электрических цепей устройствами неоднократной защиты экономически целесообразно применять автоматические выключатели — восстанавливающие электрическую цепь манипуляцией (автоматические выключатели).
В слаботочных низковольтных цепях применяются самовосстанавливающиеся предохранители.

### Одноразовые предохранители

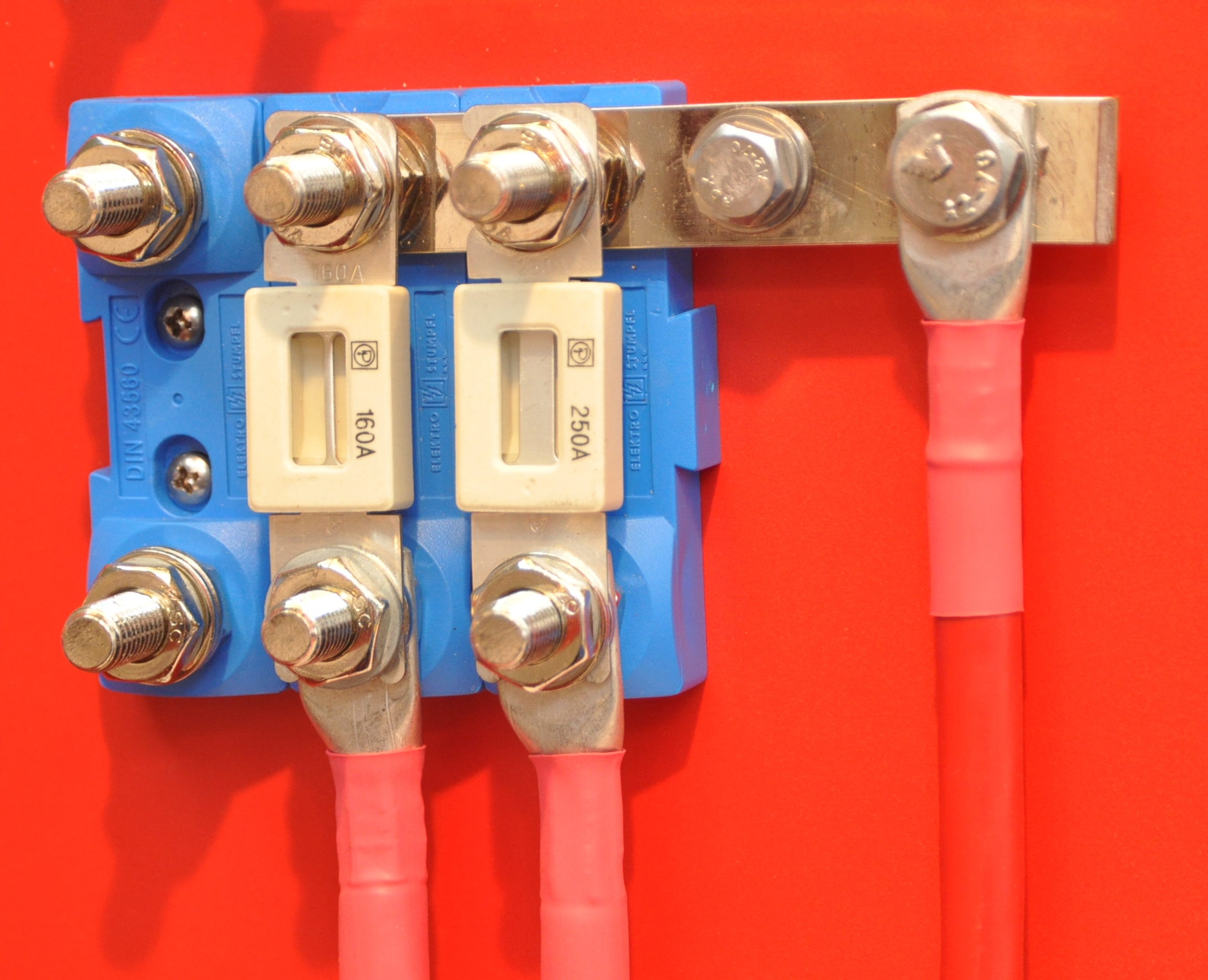
Используемые на яхте плавкие предохранители (DIN 43560)

В электрической цепи плавкий предохранитель является слабым участком электрической цепи, сгорающим при превышении силой тока относительно номинального, тем самым разрывая цепь и предотвращая последующее развитие аварии. По типам плавкие предохранители классифицируются на следующие типы:
- слаботочные вставки (для защиты электроприборов с невысоким потреблением — до 6 А);
  - 3×15 (первое число означает внешний диаметр в мм, второе — длину вставки в мм);
  - 4×15 типа ВП-1;
  - 5×20 типа ВП-2;
  - 6×32 типа ПК-30, ПЦ-30;
  - 7×15;
  - 10×30;
- вилочные (для защиты электрических цепей автомобилей);
  - миниатюрные;
  - обычные вилочные;
- пробковые (применяются в электросетях жилых домов с номинальным током до 63 А);
  - DIAZED (самые распространённые в СССР);
  - NEOZED;
- ножевые (до 1250 А);
  - типоразмер 000 (до 100 А);
  - типоразмер 00 (до 160 А);
  - типоразмер 0 (до 250 А);
  - типоразмер 1 (до 355 А);
  - типоразмер 2 (до 500 А);
  - типоразмер 3 (до 800 А);
  - типоразмер 4а (до 1250 А);
- с заполнением кварцевым песком;
- газогенерирующие.

Также плавкие предохранители различаются по время-токовым характеристикам срабатывания при превышении номинального тока.
Из-за инертности срабатывания плавких предохранителей в профессионально спроектированных сетях они довольно часто используются в качестве селективной защиты и продублированы автоматическими выключателями. Селективности между самими плавкими вставками добиваются соотношением 1:1,6. Время-токовая характеристика плавких предохранителей устанавливается зависимостью соответственно подбором параметра {\displaystyle I^{2}\cdot t}; ПУЭ регламентируют защиту воздушных проводящих линий таким образом, чтобы предохранитель срабатывал не более чем за 15 секунд (ток короткого замыкания в конце линии должен быть равен трём номинальным токам предохранителя). Существенной величиной является время, за которое происходит разрушение проводника при превышении установленного тока. С целью уменьшения этого времени некоторые плавкие предохранители содержат пружину предварительного натяжения. Эта пружина также быстро разводит концы разрушенной плавкой вставки, сокращая время горения дуги.

#### Конструкция плавкого предохранителя

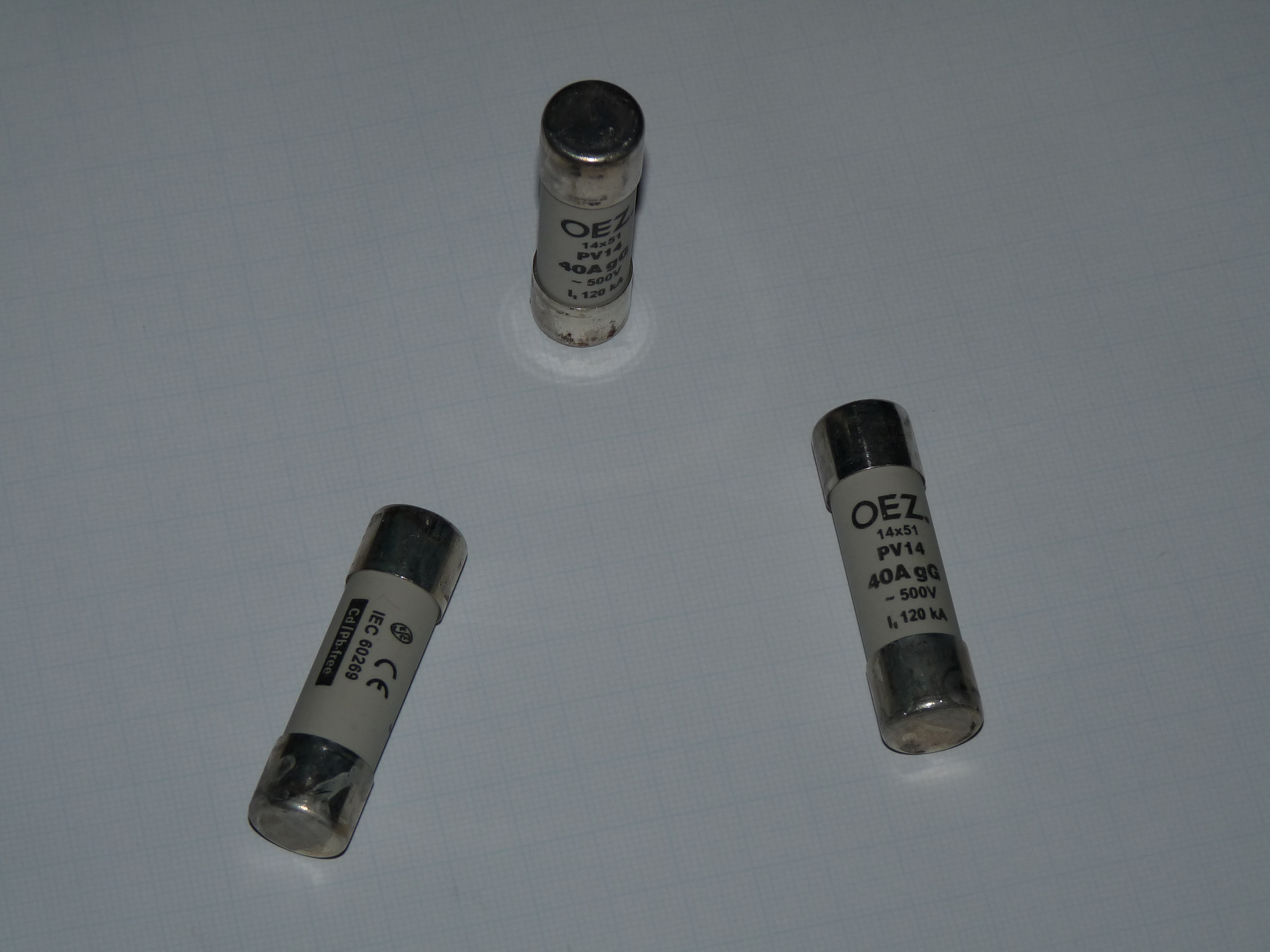
40-амперные предохранители с характеристикой срабатывания «gG», равносильные советской характеристике «ППН»

- плавкая вставка — элемент содержащий разрывную часть электрической цепи (например, проволоку, перегорающую при превышении определённого уровня тока);
- механизм крепления плавкой вставки к контактам, обеспечивающим включение предохранителя в электрическую цепь и монтаж предохранителя в целом.

#### Исполнительный механизм плавкого предохранителя

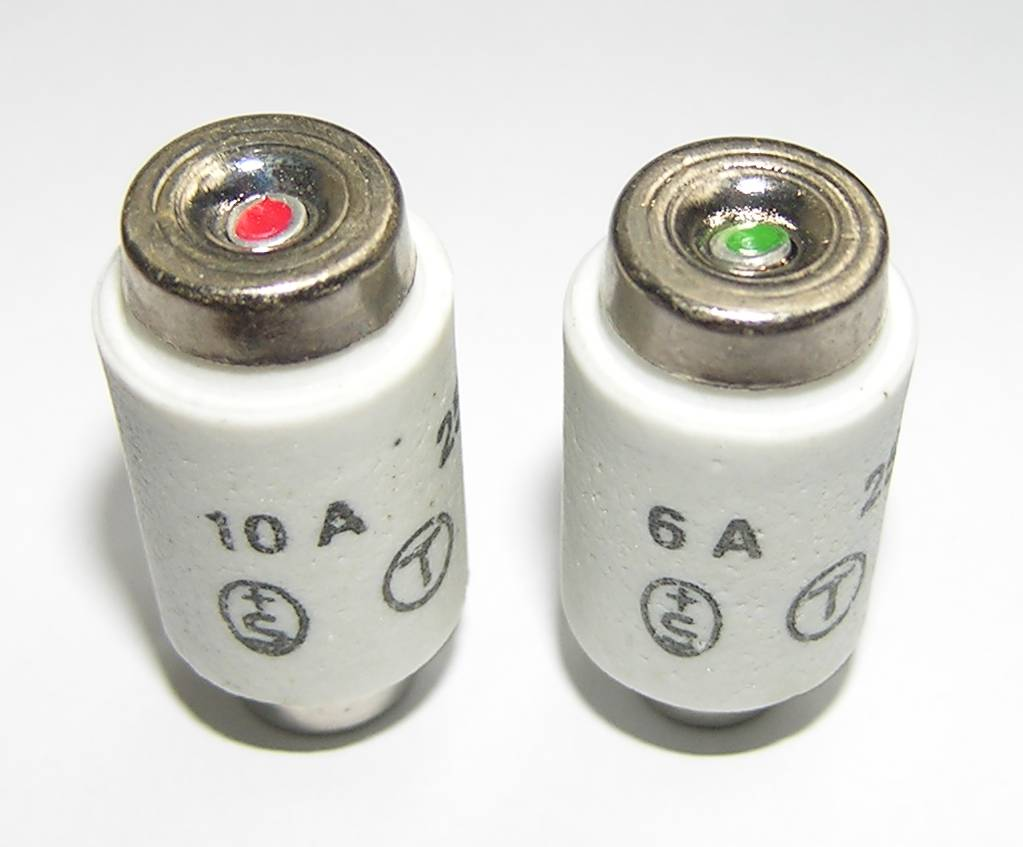
Плавкие вставки (в керамическом корпусе) предохранителя

Конструкция плавкой вставки пробкового типа в керамическом корпусе предохранителя

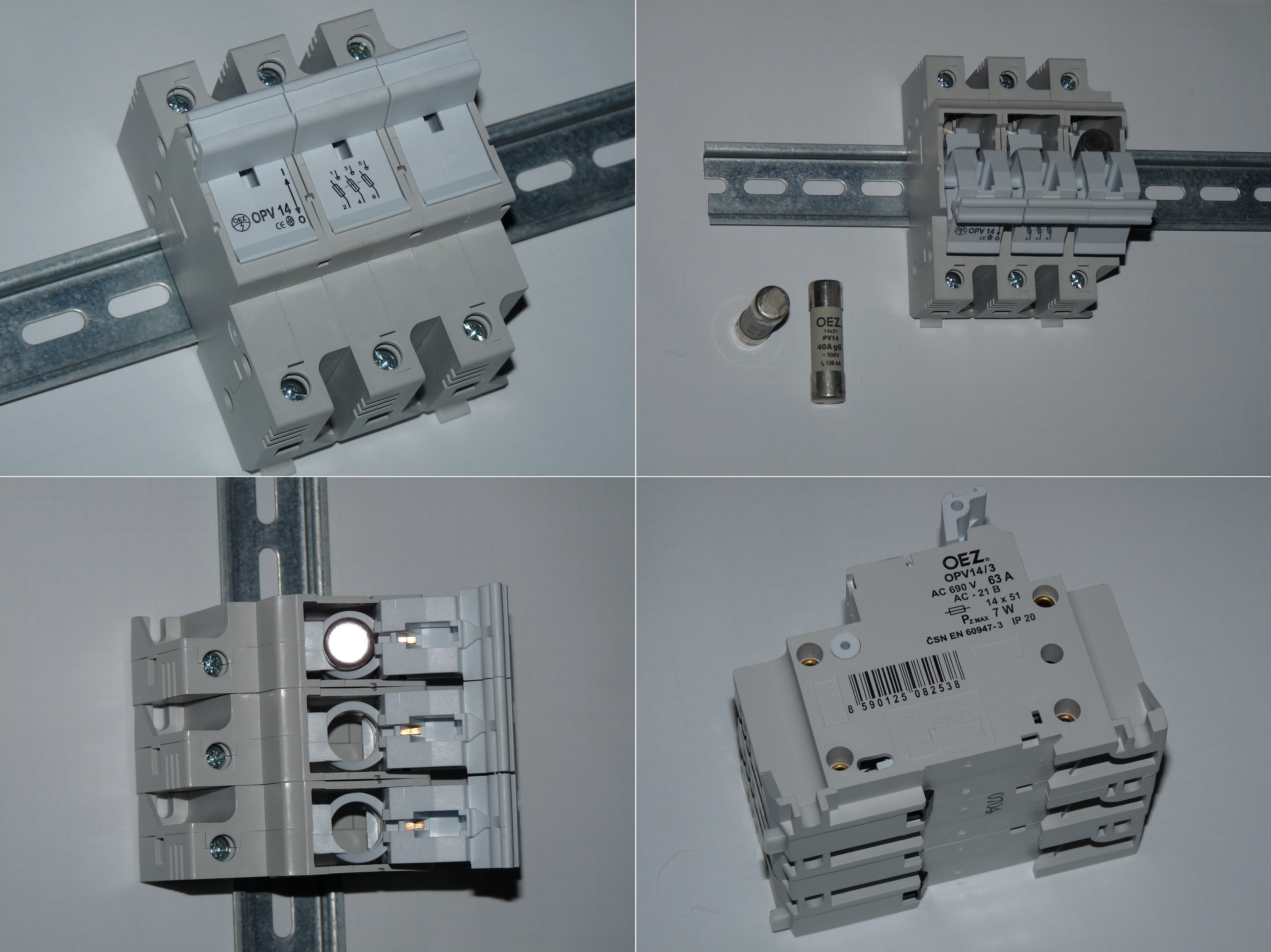
Разъединитель предохранителей для монтажа на DIN-рейку

Плавкая вставка предохранителя обычно представляет собой стеклянную или фарфоровую оболочку, на торцах которой расположены контакты. Определённой силе тока срабатывания соответствует определённое поперечное сечение проводника. Если сила тока в цепи превысит максимально допустимое значение, то легкоплавкий проводник перегревается и расплавляется, защищая цепь со всеми её элементами от перегрева и возможного возгорания.
Плавкие вставки используемых в домашнем хозяйстве пробковых предохранителей имеют следующую маркировку (DIN 18015-1):
| Номинальный ток, А | Цвет чеки | Максимальная мощность для сети 220 В, Вт |
| ------------------ | --------- | ---------------------------------------- |
| 6                  | Зелёный   | 1200                                     |
| 10                 | Красный   | 2000                                     |
| 16                 | Серый     | 3200                                     |
| 20                 | Синий     | 4000                                     |
| 26                 | Жёлтый    | 5200                                     |

В сильноточных цепях наибольшее распространение получили «кварцевые предохранители» с заполнением кварцевым песком и газогенерирующие предохранители.
В кварцевых предохранителях (типа ПК) корпус заполнен кварцевым песком, и дуга гасится путём удлинения, дробления и соприкосновения с твёрдым диэлектриком.
В газогенерирующих предохранителях для гашения дуги используются твёрдые газогенерирующие материалы (фибра, винипласт и др.). Газогенерирующие предохранители выполняются с выхлопом и без выхлопа газа из корпуса при срабатывании. Предохранители с выхлопом газа из патрона называют также стреляющими (например, ПСН—10 и ПС—35), поскольку срабатывание их сопровождается громким звуком, похожим на оружейный выстрел. Предохранители напряжением свыше 1 кВ выполняются как для внутренней, так и для наружной установки.

#### Защита в лампах накаливания
Лампы накаливания снабжают плавкими предохранителями для предотвращения перегрузки питающей цепи в случае возникновения электрической дуги в момент перегорания тела накаливания лампы. Предохранителем в лампе служит участок одного из вводных проводников, расположенных в ножке лампы вне герметизированной колбы. Этот участок имеет меньшее сечение по сравнению с другим выводом; в лампах с прозрачной колбой его можно заметить, рассматривая ножку лампы. Для 220-вольтовых бытовых ламп предохранитель обычно рассчитан на ток 7 А.

## Автоматический предохранитель

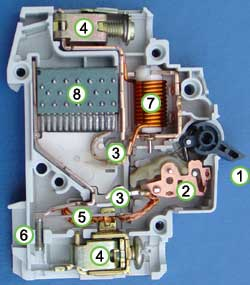
Устройство автоматического предохранителя
1 — тумблерный вкл/выключатель;
2 — механический привод;
3 — контактная система;
4 — разъёмы (2 шт);
5 — тепловой расцепитель;
6 — винт настройки тока срабатывания;
7 — электромагнитный расцепитель;
8 — дугогасительная камера.

Автоматический предохранитель (правильное название: Автоматический выключатель, также называется «автомат защиты», «защитный автомат», "автомат защиты сети; или же просто «автомат») состоит из диэлектрического корпуса, внутри которого располагаются подвижный и неподвижный контакты. Подвижный контакт снабжён пружиной, пружина обеспечивает усилие для быстрого расцепления контактов. Механизм расцепления приводится в действие обычно двумя расцепителями: тепловым и/или электромагнитным.

#### Конструкция автоматического предохранителя
- Тепловой расцепитель представляет собой биметаллическую пластину, нагреваемую протекающим током. При протекании тока выше допустимого значения биметаллическая пластина изгибается и приводит в действие защелку пружины, отводящую подвижный контакт, разрывая тем самым электрическую цепь. Время срабатывания зависит от тока (время-токовая характеристика) и может изменяться от секунд до часа. Минимальный ток, при котором должен срабатывать тепловой расцепитель, составляет 1,13 от номинального тока предохранителя до 63 ампер и свыше 63 ампер 1,45 от номинального тока предохранителя. В отличие от плавкого предохранителя, автоматический предохранитель готов к следующему использованию после остывания пластины.

Тем не менее, параметры автоматического предохранителя могут изменяться при каждом срабатывании из-за обгорания контактов. Эту особенность следует учитывать в промышленных установках.
- Магнитный (иногда называемый «мгновенный») расцепитель представляет собой соленоид, подвижный сердечник которого приводит в действие защелку пружину, отводящую подвижный контакт. Ток, проходящий через автоматический выключатель, течет по обмотке соленоида и вызывает втягивание сердечника при превышении заданного порога. Мгновенный расцепитель, в отличие от теплового, срабатывает очень быстро (доли секунды), но при значительно большем превышении тока: в 6 и более раз от номинального тока, в зависимости от типа (автоматические выключатели делятся на типы A, B, C, D, E и K в зависимости от характеристики срабатывания расцепителей).

Во время расцепления контактов между ними может возникнуть электрическая дуга, поэтому контакты выполняют в виде особой формы и часто помещаются в дугогасительную камеру.

## Расчёт необходимого предела срабатывания
Расчёт предохранителя ведётся с учётом тока короткого замыкания в конце линии, допустимого нагрева проводников, допустимого уменьшения напряжения (не более 4—5 %), а также с учётом специфики самого потребителя тока. Выделяемая от протекания электрического тока через проводники теплота должна рассеиваться в окружающую среду без чрезмерного повышения их температуры, не повреждая при этом каких-либо частей и/или составляющих проводящих частей электрооборудования.
Расчёт предохранителя в простейшем случае производится по формуле
{\displaystyle I_{\text{nom}}={\frac {P_{\text{max}}}{U}},}
где
{\displaystyle I_{\text{nom}}} — номинальный ток срабатывания предохранителя, А;
{\displaystyle P_{\text{max}}} — максимальная мощность нагрузки, Вт (с запасом примерно 20 %);
{\displaystyle U} — напряжение сети, В.
Номинальный ток предохранителя выбирается из стандартного ряда, с ближайшим номинальным током срабатывания, превышающим полученное значение. При выборе параметра время-токовой характеристики также должны учитываться пусковые токи нагрузки.

## Техника безопасности

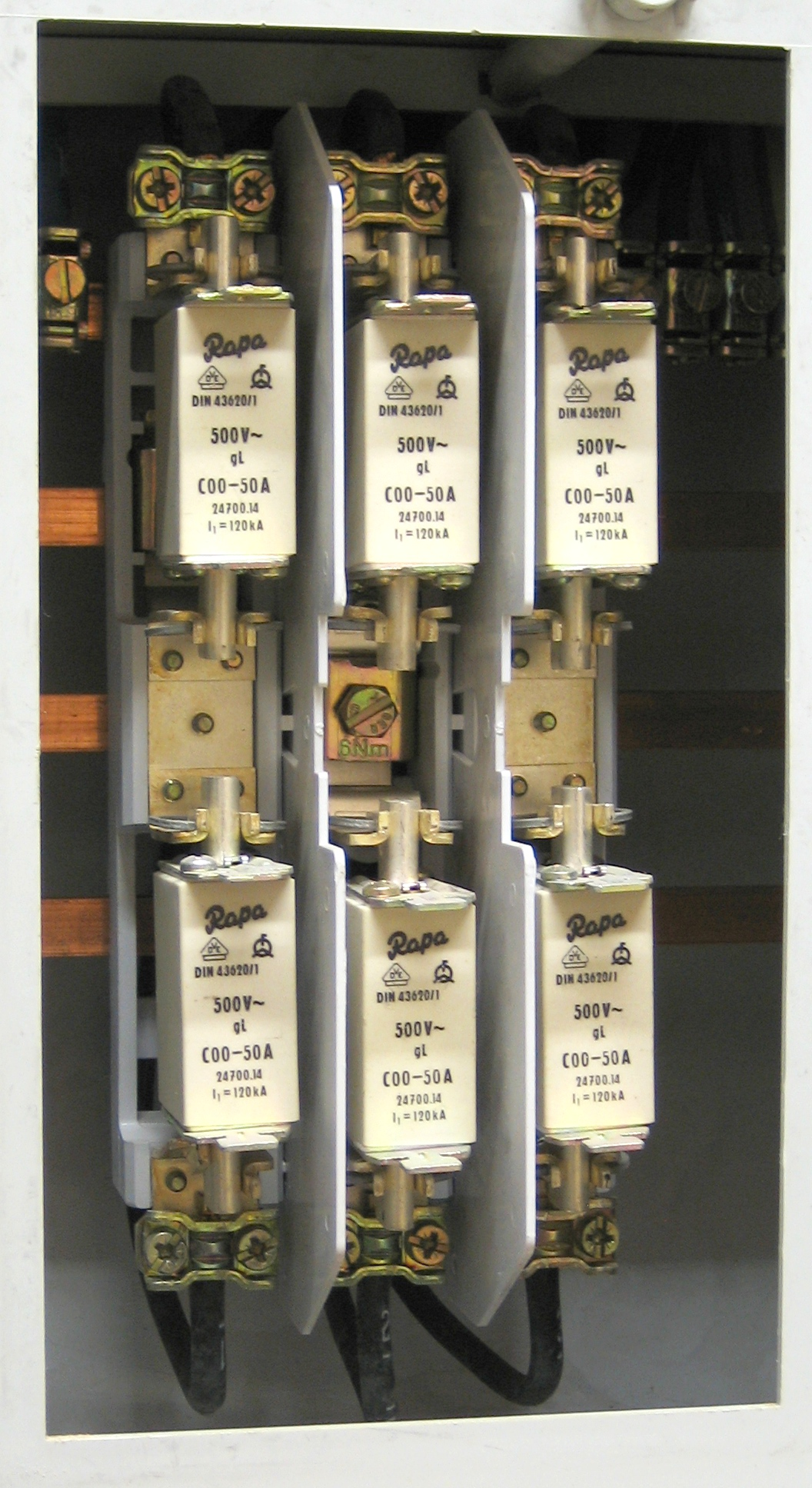
Ножевые предохранители, представляющие потенциальную опасность электротравм при замене

Каждый тип предохранителей требует определённый подход к обслуживанию и замене.
- Некоторые типы предохранителей (особенно для больших токов) могут представлять опасность для неквалифицированного пользователя и требуют обслуживания квалифицированным персоналом.
- Неграмотное увеличение номинального тока может повлечь за собой повреждение электропроводки от высокой температуры и вплоть до возникновения пожара.

### Замена предохранителей
- Замена предохранителей бытовым пользователем может производиться только при снятом напряжении и нагрузке. Замена предохранителя под нагрузкой может привести к возникновению электрической дуги и, как следствие, — травмам глаз, ожогам рук, порче держателя предохранителя. Однако конструкция многих распределительных щитов советского производства не предусматривает предварительного отключения сети перед заменой предохранителя; это объясняется тем, что при вывинчивании и ввинчивании пробки в момент отсоединения корпус пробки находится всё ещё в патроне и, следовательно, возможное возникновение дуги безопасно для пользователя. Затем, после снятия предохранителя человек также имеет доступ к находящимся под опасным напряжением токоведущим частям в патроне пробкового предохранителя, что дополнительно приводит к риску поражения током.

В странах Европы для устранения этого недостатка используется более безопасный разъединитель предохранителей с номиналами пробковых предохранителей.
- В электроустановках до 1000 вольт замена предохранителей с открытыми токоведущими частями должна производиться квалифицированным персоналом с использованием средств защиты лица и глаз, специальными клещами, рука меняющего работника должна быть защищена диэлектрической перчаткой. Также применяется комбинированное устройство в виде диэлектрической перчатки со вшитыми клещами для замены предохранителей.
- Замена высоковольтных предохранителей может производиться только при отключённой и заземлённой установке (с помощью штатных заземляющих ножей или специального переносного заземления — ПЗ).

### Использование предохранителя в качестве коммутационного аппарата

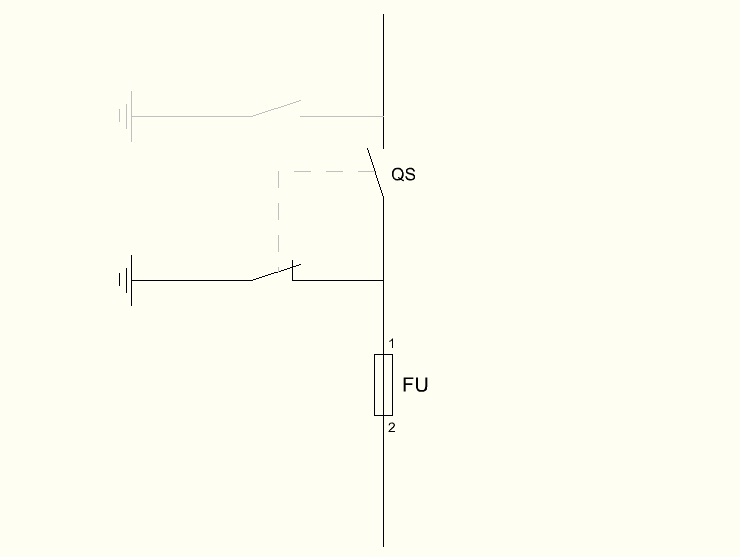
Принципиальная схема защиты от случайного возвращения напряжения

Почти всегда при работах в электроустановке существует необходимость снять напряжение для безопасного проведения тех или иных работ в электроустановке. Часто в щитах производственных электроустановок коммутационные аппараты имеют комплектные заземляющие ножи со штатным приводом, но аппараты в щитах бытовых потребителей ограничиваются более простыми конструкциями, всего лишь разрывающими цепь в случае аварийной ситуации. Зачастую, при проведении электроработ в жилом секторе ограничиваются только отключением предохранителя, причём отключенный на время проведения электроработ предохранитель никак не помечается — при случайном включении кем-то посторонним производящие в отключённом участке линии электроработы люди окажутся под опасным напряжением. Для этого при проведении работ в бытовых однофазных сетях необходимо отключать обе вводные линии — фазную и нулевую (защитный нулевой проводник, если сеть трёхпроводная, коммутационного аппарата не имеет и подключается к корпусам наглухо).

### Выбор предохранителей

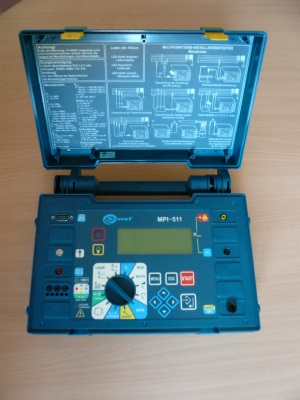
Измерительный прибор для измерения тока короткого замыкания

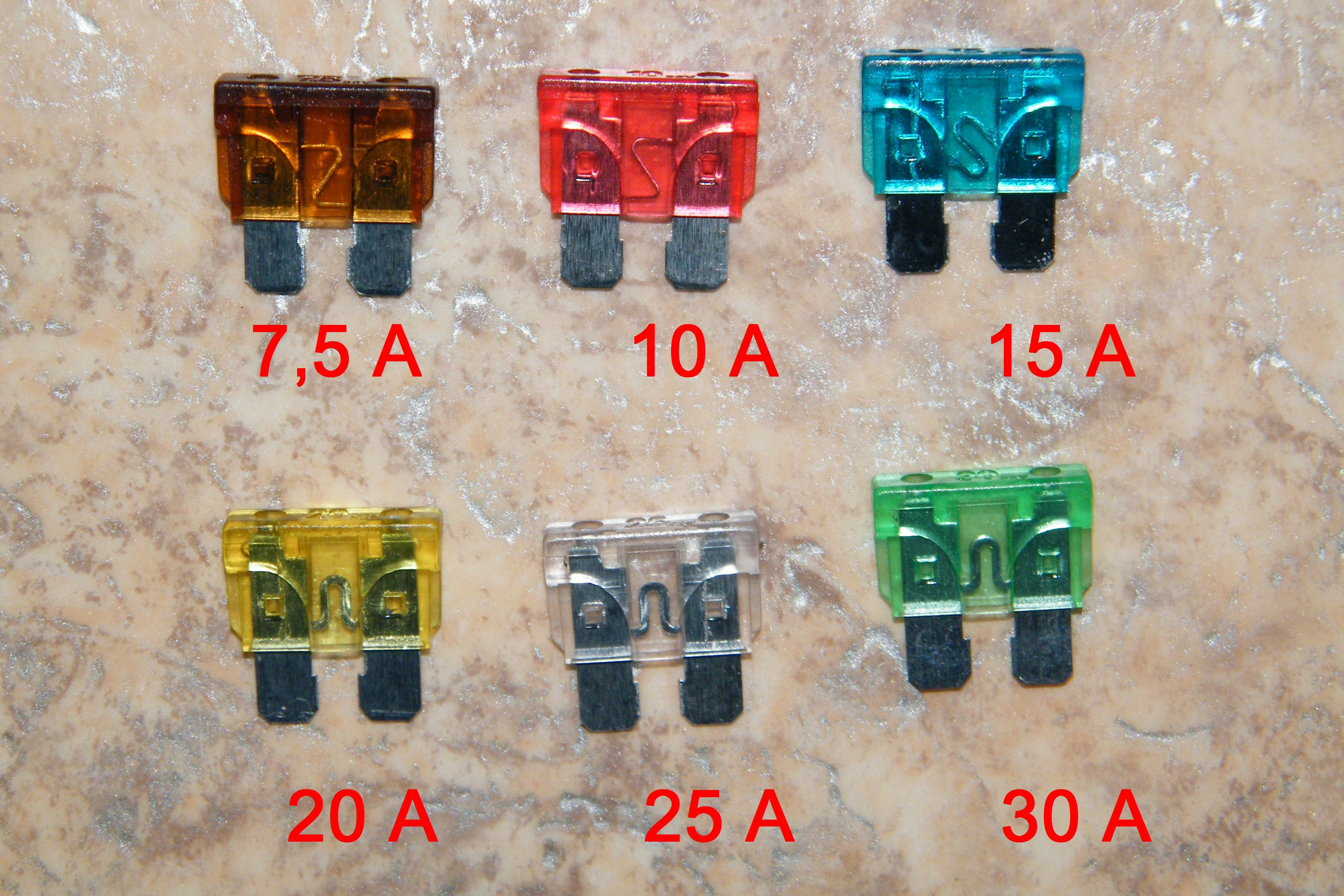
Автомобильные плавкие предохранители имеют различную окраску в зависимости от расчётной силы тока

Выбор должен происходить исходя из технических возможностей проводки и защищаемого электрооборудования.
- При проектировании электроустановки следует учитывать токи короткого замыкания в проектируемых участках цепей электроустановки[5]. Также тип предохранителя должен соответствовать среде эксплуатации: к примеру, нежелательно устанавливать ножевые предохранители в групповом щите домашнего хозяйства во избежание сложностей при его обслуживании.
- При добавлении новой цепи в уже имеющейся установке измеряют сопротивление петли и делят напряжение на получившееся значение (чаще всего процесс замера сопротивления петли игнорируется); при этом номинал предохранителя в электроустановках не должен превышать допустимого длительного тока для проводов в сегменте электропроводки ниже предохранителя по ходу распределения энергии. Допустимый ток зависит от характеристик провода и определяется в соответствии с пунктом 1.3.10 ПУЭ. Если в защищаемом сегменте есть элементы с ещё меньшим допустимым током, то номинал предохранителя ограничен их номиналом тока. Например, если провода допускают 25 А, а розетки — только 16 А, то предохранитель следует брать не более 16 А.

При нарушении этих условий чрезмерный ток может повредить розетки и другие элементы электроустановки, а также привести к пожару. Форма патрона для плавких предохранителей может быть такой, что установить в него предохранитель большего номинала невозможно.
- При необходимости подключения очень мощного электроприбора сто́ит позаботиться о предварительном отключении всех не нужных в данный момент электроприборов, это часто предотвращает срабатывание предохранителя.
- Следует также обратить внимание на приборы, способные выйти из строя при неожиданных включениях/выключениях и при больших колебаниях напряжения в сети: электромоторы (в том числе моторы компрессоров в холодильниках), компьютеры, цветные телевизоры (с катушкой размагничивания на кинескопе) и видеомагнитофоны.
- Для защиты силовых полупроводниковых вентилей: диодов, тиристоров иногда применяются специальные быстродействующие предохранители с токоограничивающей характеристикой[6].

### «Жучок»
Иногда при отсутствии в наличии необходимого предохранителя, или с целью сознательного обхода защиты, используют токопроводящую перемычку между контактами предохранителя или контактами держателя предохранителя, называемую на жаргоне «жучок».
Сечение проволоки рассчитывается по специальным таблицам, или можно воспользоваться эмпирической формулой для медной проволоки:
{\displaystyle I_{f}=80\cdot D^{3/2},}
где
{\displaystyle I_{f}} — номинальный ток защиты в амперах,
{\displaystyle D} — диаметр проволоки в мм.
Однако следует иметь в виду, что такая «защита» гораздо менее надёжна, а повторное сгорание предохранителя свидетельствует о наличии более серьёзных неисправностях в электрической цепи, в частности, о коротком замыкании или выходе из строя силовых полупроводниковых ключей в импульсных блоках питания, пробое электролитических конденсаторов фильтров и др.
Неграмотная замена заводского предохранителя «жучком» может привести к увеличению максимально проходящего тока через цепь при коротких замыканиях или отказах и к выходу из строя проводников, более дорогих электрических компонентов в устройстве и/или к возгоранию сетевой проводки или устройства. Последнее часто является причиной пожаров.